# Alfrēds Ruks
Alfrēds Ruks (ur. 10 listopada 1890 w Siguldzie, zm. 30 listopada 1941 w Solikamsku) – łotewski biegacz średniodystansowy. Brał udział w biegu na 1500 metrów mężczyzn na Letnich Igrzyskach Olimpijskich 1912, reprezentując Imperium Rosyjskie, oraz w chodzie na 10 kilometrów mężczyzn na Letnich Igrzyskach Olimpijskich 1924, reprezentując Łotwę.
Zginął stracony w sowieckim obozie jenieckim podczas II wojny światowej.